# Kimula goodnightiorum
Kimula goodnightiorum is een hooiwagen uit de familie Minuidae.